# 国立銀行 (明治)
明治の国立銀行（こくりつぎんこう）とは、1872年（明治5年）の国立銀行条例に基づいて開設された金融機関である。

## 概要

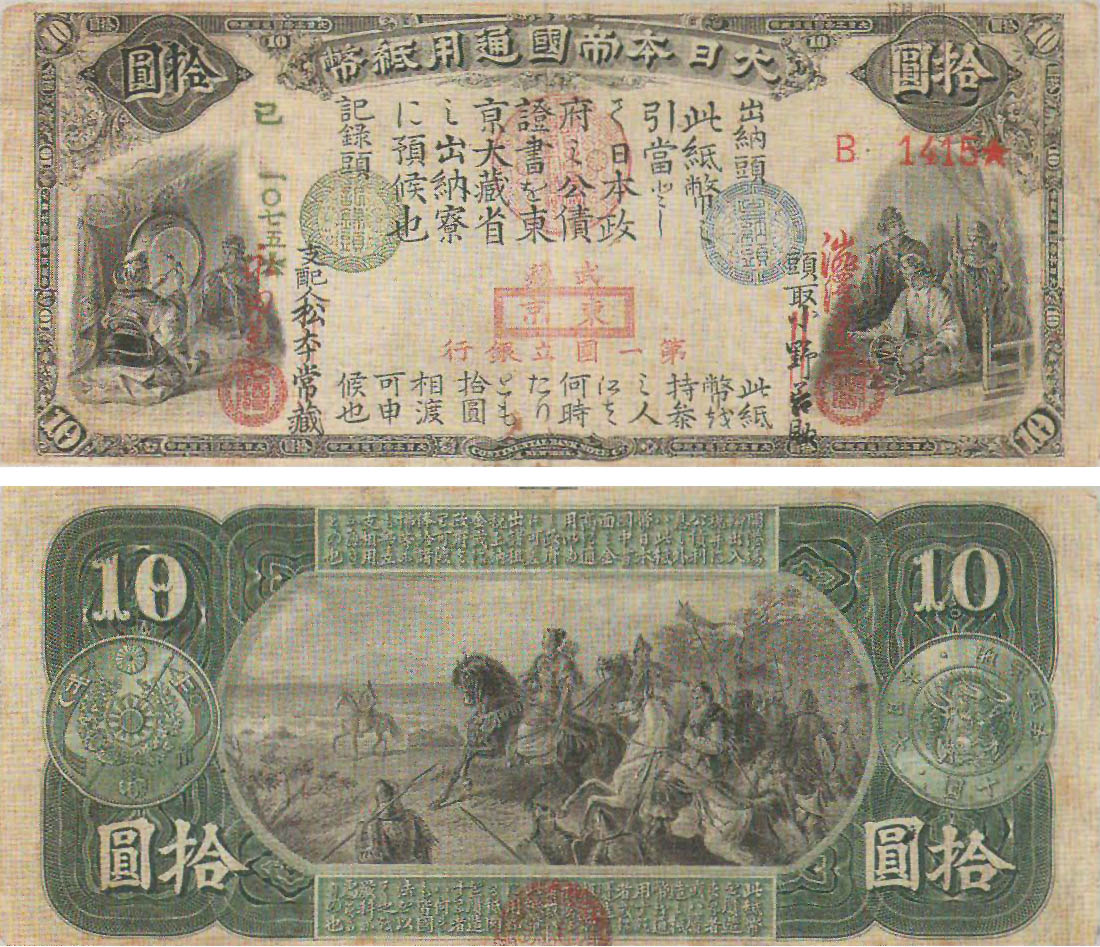
第一国立銀行発行の十円兌換券（1873年）

当時の大蔵少輔（おおくらしょうゆうまたはおおくらしょう）・伊藤博文のもとで制度が創られた。「国立銀行」とはアメリカのnational bank（現在では国法銀行と訳すことが多い）の直訳であり、「国法によって立てられた銀行」という意味である。したがって民間資本が法律に基づいて設立して経営したものであり、国が設立して経営した銀行ではない。金貨との交換義務を持つ兌換紙幣の発行権を持ち、当初は第一・第二・第四・第五の4行が設立された。
1876年（明治9年）の国立銀行条例の改正で、不換紙幣の発行や、金禄公債を原資とする事も認められるようになると急増し、1879年までに153の国立銀行が開設された（これ以降は設立許可は下りなかった）。
銀行は設立順に番号を名乗っており、これを「ナンバー銀行」と呼ぶこともあり、2021年現在、数字のみの純粋なナンバー銀行は十六銀行・七十七銀行・百五銀行・百十四銀行の4行、統合前の行名を含むナンバー銀行は第四北越銀行と十八親和銀行の2行で、併せて6行が現存している。なお、これらの他にも番号を含む名称の銀行は存在するが、八十二銀行は第十九銀行と六十三銀行が合併し、両者の数字の和を取って名付けられた銀行（82＝19+63）であり、第八十二国立銀行とは無関係である（但し、合併前の両行はいずれもナンバー銀行であった）。また三十三銀行は三重銀行と第二地方銀行だった第三銀行が合併し、両行名の漢数字の「三」から取った三＋三（さんプラスさん）を漢字の三十三（さんじゅうさん）に見立てて名付けられたもので、こちらも第三十三国立銀行とは無関係である。その他、富山第一銀行も無尽会社を発祥とする第二地方銀行であり、セブン銀行も第七国立銀行とは関係がない。
1882年に中央銀行である日本銀行（日銀）が創設されると、翌1883年の国立銀行条例の改正と1884年の兌換銀行券条例により、紙幣発行は日銀のみで行うようになった。その後もしばらくは国立銀行発行券が通用していたが、1896年に国立銀行営業満期前特別処分法が制定され、国立銀行券の発行が法律で停止され、普通銀行に転換することとなった。これは、銀行の成長を促すために国の管理下から民間に委譲する目的が含まれていた。
現在、これらを前身として存続している銀行のうち、国立銀行時代のナンバーを引き継いでいない所の大半は、国家総動員法に伴う銀行の一県一行主義に基づいた戦時統合により、新たな法人として設立されているところが多い。このため、後身銀行である現在の銀行は、設立年月日をこの時期とし、国立銀行の設立日は「創業日」として扱われているケースが多い（例示すれば、現在の秋田銀行は、1879年1月の第四十八国立銀行の設立時を「創業日」、戦時統合に伴う現在の秋田銀行となった1941年10月20日を「設立日」としている。なお、この設立時以前にも「秋田銀行」という名称の銀行が第四十八銀行（第四十八国立銀行の後身行）とは別に存在していた。後述の項にもあるように、第四十八銀行と旧秋田銀行との戦時統合により、現在の秋田銀行となっている）。

## 国立銀行の一覧
153行あった国立銀行の一覧は次の表の通り。
- 凡例
  - 「地名」は各国立銀行の所在地。銀行名と合わせて「東京第一国立銀行」のように表記されることがある[6]。
  - 「転換後の銀行名」は国立銀行営業満期前特別処分法によって普通銀行に転換した際の行名。
  - 「変遷」は各国立銀行およびその後継銀行の沿革の概略。普通銀行への転換については省略した。
  - 「現在」は各国立銀行の後継銀行が現存する場合、その行名。特に、各国立銀行に冠された番号を行名に引き継いでいる銀行は太字で示した。
  - 表中の各事項の出典は特記なき場合以下の資料・文献による。
    - 「銀行変遷史データベース」（全国銀行協会銀行図書館）に登録された各銀行のデータ。
    - 南地伸昭「国立銀行設立にみるリレーションシップバンキングの原型 : 地域金融の円滑化と殖産興業」『生活経済学研究』第21巻、生活経済学会、2005年、53頁、doi:10.18961/seikatsukeizaigaku.21.0_43、NAID 110001818366。
    - 明治財政史編纂会『明治財政史』 第13巻 銀行(2)、明治財政史発行所、1927年。
      - 「国立銀行創立時期資本金高及発行紙幣高表」（260-273頁）
      - 「国立銀行始終一覧表」（605-614頁）

    - 羽毛田侍郎『大日本帝国銀行便覧』羽毛田侍郎、1869年。 - 役員名・企業情報が掲載。
      - 羽毛田侍郎『大日本国立銀行表』製紙分社、1879年。
      - 羽毛田侍郎『大日本国立銀行表』製紙分社、1880年。

| 銀行名             | 地名                     | 転換後の銀行名     | 変遷 | 現在                          |
| ------------------ | ------------------------ | ------------------ | --- | ----------------------------- |
| 第一国立銀行       | 東京                     | 第一銀行           | 1943年に三井銀行と合併し帝国銀行。 1948年に同行から第一銀行が分離。 1971年に日本勧業銀行と合併し第一勧業銀行。 | みずほ銀行                    |
| 第二国立銀行       | 横浜                     | 第二銀行           | 1928年に横浜興信銀行に買収。 1934年に任意解散。 | 横浜銀行                      |
| 第三国立銀行       | 東京                     | 第三銀行           | 1923年に当行を含む11行が保善銀行に合併、同行は安田銀行に改称。 | みずほ銀行                    |
| 第四国立銀行       | 新潟                     | 新潟銀行           | 1917年に第四銀行に改称。 2021年に北越銀行と合併し第四北越銀行。 | 第四北越銀行                  |
| 第五国立銀行       | 大阪 →東京               | 第五銀行           | 元薩摩藩士らによって設立。1898年に浪速銀行（旧・第三十二国立銀行）に合併。 | 三井住友銀行                  |
| 第六国立銀行       | 福島 →東京               | 肥後銀行           | 1923年に当行を含む11行が保善銀行に合併、同行は安田銀行に改称。 | みずほ銀行                    |
| 第七国立銀行       | 高知                     | 第七銀行           | 1896年に当行および第八十国立銀行の株主協同により土佐銀行を設立、業務を移管。 1904年に任意解散。 土佐銀行は1923年に高知銀行（旧・第三十七国立銀行）に合併。                                                                 | 四国銀行                      |
| 第八国立銀行       | 豊橋                     |                    | 1886年に第百三十四国立銀行に合併。 | 三菱UFJ銀行                   |
| 第九国立銀行       | 熊本                     | 第九銀行           | 元熊本藩士らによって設立。1907年に肥後銀行（旧・第六国立銀行）に合併。 | みずほ銀行                    |
| 第十国立銀行       | 山梨                     | 第十銀行           | 1941年に有信銀行と合併し山梨中央銀行。 | 山梨中央銀行                  |
| 第十一国立銀行     | 名古屋                   | 十一銀行           | 1903年に任意解散。 ただし第百三十四国立銀行と実質的に統合して愛知銀行を設立。 | 三菱UFJ銀行                   |
| 第十二国立銀行     | 金沢 →富山               | 十二銀行           | 1943年に高岡銀行、中越銀行、富山銀行と合併し北陸銀行。 | 北陸銀行                      |
| 第十三国立銀行     | 大阪                     |                    | 1897年に鴻池銀行に業務継承、満期解散。 同行は1933年に三十四銀行、山口銀行と合併し三和銀行。 | 三菱UFJ銀行                   |
| 第十四国立銀行     | 松本                     | 第十四銀行         | 地元商人・大池源重らによって設立。1918年（1919年とも）に破産。 |                               |
| 第十五国立銀行     | 東京                     | 十五銀行           | 1944年に帝国銀行に合併。 | 三井住友銀行                  |
| 第十六国立銀行     | 岐阜                     | 十六銀行           | | 十六銀行                      |
| 第十七国立銀行     | 福岡 →大阪 →福岡         | 十七銀行           | 1945年に筑邦銀行、嘉穂銀行、福岡貯蓄銀行と合併し福岡銀行。 | 福岡銀行                      |
| 第十八国立銀行     | 長崎                     | 十八銀行           | 2020年に親和銀行と合併し十八親和銀行。 | 十八親和銀行                  |
| 第十九国立銀行     | 上田                     | 第十九銀行         | 1931年に六十三銀行と合併し八十二銀行（19+63=82）。 | 八十二銀行                    |
| 第二十国立銀行     | 東京                     | 二十銀行           | 宇和島藩主伊達宗城一族が金禄公債を資本化し、東京日本橋区の旧蔵屋敷を基礎として、1877年に開業。1912年に第一銀行に合併。 | みずほ銀行                    |
| 第二十一国立銀行   | 長浜                     | 二十一銀行         | 生糸・米・肥料商などによって設立。1929年に伊香銀行、江北銀行と合併し湖北銀行。 同行は1942年に滋賀銀行に買収。 | 滋賀銀行                      |
| 第二十二国立銀行   | 岡山                     | 二十二銀行         | 1923年に当行を含む11行が保善銀行に合併、同行は安田銀行に改称。 | みずほ銀行                    |
| 第二十三国立銀行   | 大分                     | 二十三銀行         | 1927年に大分銀行に合併、同行は大分合同銀行に改称。 | 大分銀行                      |
| 第二十四国立銀行   | 飯山                     |                    | 元飯山藩士と地元商人によって設立。1882年に閉鎖。 |                               |
| 第二十五国立銀行   | 小浜                     | 二十五銀行         | 1928年に敦賀銀行と合併し敦賀二十五銀行。 | 三菱UFJ銀行                   |
| 第二十六国立銀行   | 大阪                     |                    | 元岡山藩士らによって設立。1883年に営業停止、閉鎖。 1885年に解散。 |                               |
| 第二十七国立銀行   | 東京                     | 二十七銀行         | 1920年に東京渡辺銀行に改称。 1928年に破産宣告。 |                               |
| 第二十八国立銀行   | 浜松                     |                    | 地主の気賀半十郎、士族の井上八郎（頭取）らによって設立。1889年に第三十五国立銀行に合併。 | 静岡銀行                      |
| 第二十九国立銀行   | 川ノ石                   | 第二十九銀行       | 1934年に八幡浜商業銀行、大洲銀行と合併し豫州銀行。 同行は1941年に合併により伊予合同銀行。 | 伊予銀行                      |
| 第三十国立銀行     | 東京                     | 三十銀行           | 元佐賀藩士（鍋島家家令）・深川亮蔵らによって設立。1929年に三十四銀行に買収。 | 三菱UFJ銀行                   |
| 第三十一国立銀行   | 若松 →津川               |                    | 商人・酒井文右衛門によって設立。1888年に第百四十八国立銀行に合併。 | 三菱UFJ銀行                   |
| 第三十二国立銀行   | 大阪                     | 浪速銀行           | 両替商千草屋によって設立。頭取は当主平瀬亀之助。浪速銀行を経て1920年に十五銀行に合併。 | 三井住友銀行                  |
| 第三十三国立銀行   | 東京                     |                    | 生糸改良会社にほぼ全ての資本を投下した結果、資本の焦げ付きにより破綻。 1892年3月22日に営業停止、5月17日閉鎖命令、5月19日閉鎖、7月20日同行発行紙幣の通用を禁止。                                                            |                               |
| 第三十四国立銀行   | 大阪                     | 三十四銀行         | 1933年に鴻池銀行、山口銀行と合併し三和銀行。 | 三菱UFJ銀行                   |
| 第三十五国立銀行   | 静岡                     | 三十五銀行         | 1937年に静岡銀行と合併し静岡三十五銀行。 同行は1943年に遠州銀行と合併し静岡銀行。 | 静岡銀行                      |
| 第三十六国立銀行   | 八王子                   | 第三十六銀行       | 1942年に日本昼夜銀行に買収。 同行は1943年に安田銀行に合併。 | みずほ銀行                    |
| 第三十七国立銀行   | 高知                     | 高知銀行           | 1923年に土佐銀行を合併、四国銀行に改称。 | 四国銀行                      |
| 第三十八国立銀行   | 姫路                     | 三十八銀行         | 1936年に神戸岡崎銀行、五十六銀行、高砂銀行、灘商業銀行、西宮銀行、姫路銀行と合併し神戸銀行。 | 三井住友銀行                  |
| 第三十九国立銀行   | 前橋                     | 三十九銀行         | 1918年に上毛物産銀行と合併し群馬銀行。 同行は群馬中央銀行を経て1932年に群馬大同銀行に合併。 | 群馬銀行                      |
| 第四十国立銀行     | 館林                     | 四十銀行           | 1918年に四十一銀行と合併し八十一銀行（40+41=81）。 同行は東海銀行を経て1927年に第一銀行に合併。 | みずほ銀行                    |
| 第四十一国立銀行   | 栃木                     | 四十一銀行         | 1918年に四十銀行と合併し八十一銀行（40+41=81）。 同行は東海銀行を経て1927年に第一銀行に合併。 | みずほ銀行                    |
| 第四十二国立銀行   | 大阪                     | 四十二銀行         | 1901年に任意解散。 北浜銀行は1919年に摂陽銀行に改称、1926年に三十四銀行に合併。 | （三菱UFJ銀行）               |
| 第四十三国立銀行   | 和歌山                   | 四十三銀行         | 1930年に田辺銀行、紀伊貯蓄銀行、紀陽銀行、大同銀行、三十四銀行、六十八銀行の6行に分割買収。 田辺銀行と紀伊貯蓄銀行は紀陽銀行に合併または買収。 大同銀行と三十四銀行は合併により三和銀行。 六十八銀行は合併により南都銀行。 | 紀陽銀行 三菱UFJ銀行 南都銀行 |
| 第四十四国立銀行   | 東京                     |                    | 1882年に第三国立銀行に合併。 | みずほ銀行                    |
| 第四十五国立銀行   | 東京                     |                    | 1898年に営業満期解散。 |                               |
| 第四十六国立銀行   | 多治見 →名古屋           | 愛知実業銀行       | 1927年に愛知農商銀行に買収。 同行は1933年に破産。 |                               |
| 第四十七国立銀行   | 八幡 →富山               | 第四十七銀行       | 1892年に富山銀行が当行の営業権を買収し合併。1939年に十二銀行に買収。 | 北陸銀行                      |
| 第四十八国立銀行   | 秋田                     | 第四十八銀行       | 1941年に（旧）秋田銀行、湯沢銀行と合併し秋田銀行。 | 秋田銀行                      |
| 第四十九国立銀行   | 京都                     | 第四十九銀行       | 1908年に京都商工銀行に買収。 同行は1916年に第一銀行に合併。 | みずほ銀行                    |
| 第五十国立銀行     | 土浦                     | 土浦五十銀行       | 1923年に五十銀行に改称。 1935年に常磐銀行（旧・第六十二国立銀行）と合併し常陽銀行。 | 常陽銀行                      |
| 第五十一国立銀行   | 岸和田                   | 五十一銀行         | 1940年に和泉銀行、貝塚銀行、岸和田銀行、寺田銀行と合併し阪南銀行。 同行は1945年に住友銀行に合併。 | 三井住友銀行                  |
| 第五十二国立銀行   | 松山                     | 五十二銀行         | 1937年に仲田銀行と合併し松山五十二銀行。 同行は1941年に合併により伊予合同銀行。 | 伊予銀行                      |
| 第五十三国立銀行   | 津和野                   | 五十三銀行         | 1904年に浜田銀行に合併。 同行は八束貯蓄銀行、松江銀行を経て1941年に合併により山陰合同銀行。 | 山陰合同銀行                  |
| 第五十四国立銀行   | 沼津                     |                    | 1882年に第三十五国立銀行に合併。 | 静岡銀行                      |
| 第五十五国立銀行   | 出石                     | 五十五銀行         | 1928年に但馬銀行に合併。 同行は全但銀行を経て1945年に神戸銀行に合併。 | 三井住友銀行                  |
| 第五十六国立銀行   | 明石                     | 五十六銀行         | 1936年に神戸岡崎銀行、三十八銀行、高砂銀行、灘商業銀行、西宮銀行、姫路銀行と合併し神戸銀行。 | 三井住友銀行                  |
| 第五十七国立銀行   | 武生                     | 第五十七銀行       | 1940年に中越銀行に買収。 | 北陸銀行                      |
| 第五十八国立銀行   | 大阪                     | 第五十八銀行       | 1909年に百三十銀行に合併。 | みずほ銀行                    |
| 第五十九国立銀行   | 弘前                     | 第五十九銀行       | 1943年に（旧）青森銀行、板柳銀行、津軽銀行、八戸銀行と合併し青森銀行。 | 青森みちのく銀行              |
| 第六十国立銀行     | 東京                     |                    | 1898年に営業満期解散。 |                               |
| 第六十一国立銀行   | 久留米                   | 六十一銀行         | 1912年に住友銀行に買収、解散。 | 三井住友銀行                  |
| 第六十二国立銀行   | 水戸                     | 水戸六十二銀行     | 1907年に常磐銀行に改称。 1935年に五十銀行と合併し常陽銀行。 | 常陽銀行                      |
| 第六十三国立銀行   | 松代 →稲荷山             | 六十三銀行         | 1931年に第十九銀行と合併し八十二銀行（19+63=82）。 | 八十二銀行                    |
| 第六十四国立銀行   | 大津                     | 大津銀行           | 1879年に第百三十三国立銀行が分離。 1908年に近江銀行に買収。 | みずほ銀行                    |
| 第六十五国立銀行   | 鳥取 →兵庫               | 第六十五銀行       | 1928年に神戸岡崎銀行に買収。 | 三井住友銀行                  |
| 第六十六国立銀行   | 尾ノ道                   | 第六十六銀行       | 1920年に角倉銀行、比婆銀行、廣島銀行、広島商業銀行、双三貯蓄銀行、三次貯蓄銀行と合併し藝備銀行。 | 広島銀行                      |
| 第六十七国立銀行   | 鶴岡                     | 六十七銀行         | 1941年に風間銀行、鶴岡銀行、出羽銀行と合併し荘内銀行。 | 荘内銀行                      |
| 第六十八国立銀行   | 郡山                     | 六十八銀行         | 1934年に御所銀行、八木銀行、吉野銀行と合併し南都銀行。 | 南都銀行                      |
| 第六十九国立銀行   | 長岡                     | 六十九銀行         | 1942年に長岡銀行と合併し長岡六十九銀行。 | 第四北越銀行                  |
| 第七十国立銀行     | 淀                       | 七十銀行           | 1909年に大雄銀行に改称。 1912年に黒羽商業銀行に再改称。 1937年に足利銀行に買収。 | 足利銀行                      |
| 第七十一国立銀行   | 村上                     | 村上銀行           | 1938年に第四銀行に合併。 | 第四北越銀行                  |
| 第七十二国立銀行   | 酒田 →佐賀               | 佐賀銀行           | 1913年に古賀銀行に改称。 1933年に任意解散。 |                               |
| 第七十三国立銀行   | 兵庫 →大阪               | 第七十三銀行       | 1931年に業務廃止。 |                               |
| 第七十四国立銀行   | 横浜                     | 横浜七十四銀行     | 1918年に七十四銀行に改称。 1920年に休業、新設された横浜興信銀行に整理を委託。 1937年に銀行業務廃止。 | 横浜銀行                      |
| 第七十五国立銀行   | 金沢                     |                    | 1886年に第四十五国立銀行に合併。 |                               |
| 第七十六国立銀行   | 高須                     | 七十六銀行         | 1928年に大垣共立銀行に合併。 | 大垣共立銀行                  |
| 第七十七国立銀行   | 仙台                     | 七十七銀行         | 1932年に五城銀行、東北実業銀行と合併し新たに七十七銀行を設立。 | 七十七銀行                    |
| 第七十八国立銀行   | 中津 →八王子             | 八王子第七十八銀行 | 1909年に任意解散。 |                               |
| 第七十九国立銀行   | 松江 →大阪               | 第七十九銀行       | 1901年に破産。 |                               |
| 第八十国立銀行     | 高知                     | 第八十銀行         | 1896年に当行および第七国立銀行の株主協同により土佐銀行を設立、業務を移管。 1897年に第七銀行に合併。 | 四国銀行                      |
| 第八十一国立銀行   | 山形                     |                    | 1897年に両羽銀行に業務継承。 1898年に営業満期解散。 | 山形銀行                      |
| 第八十二国立銀行   | 鳥取 →東京               | 第八十二銀行       | 1897年に第三銀行に合併。 | みずほ銀行                    |
| 第八十三国立銀行   | 上野                     | 第八十三銀行       | 1897年に上野銀行を合併、第八十三上野銀行に改称。 1912年に八十三銀行に再改称。 1920年に百五銀行に合併。 | 百五銀行                      |
| 第八十四国立銀行   | 大聖寺 →東京             | 八十四銀行         | 1928年に昭和銀行に買収。 | みずほ銀行                    |
| 第八十五国立銀行   | 川越                     | 第八十五銀行       | 1943年に忍商業銀行、飯能銀行、武州銀行と合併し埼玉銀行。 | 埼玉りそな銀行                |
| 第八十六国立銀行   | 高梁                     | 八十六銀行         | 1920年に第一合同銀行に合併。 同行は1930年に山陽銀行と合併し中国銀行。 | 中国銀行                      |
| 第八十七国立銀行   | 大橋 →門司               | 第八十七銀行       | 1878年に福岡県仲津郡大橋村の大地主で豪商の柏木勘八郎6代目を頭取に、豊津藩士らで設立。1902年に百三十銀行に合併。 | みずほ銀行                    |
| 第八十八国立銀行   | 一ノ関                   | 第八十八銀行       | 1938年に岩手銀行、第九十銀行と合併し陸中銀行。 | 岩手銀行                      |
| 第八十九国立銀行   | 徳島                     | 八十九銀行         | 1909年に任意解散。 |                               |
| 第九十国立銀行     | 盛岡                     | 第九十銀行         | 1938年に岩手銀行、第八十八銀行と合併し陸中銀行。 | 岩手銀行                      |
| 第九十一国立銀行   | 福井                     | 第九十一銀行       | 1928年に十二銀行に合併。 | 北陸銀行                      |
| 第九十二国立銀行   | 福井                     | 第九十二銀行       | 1921年に京和貯蓄銀行に改称。 1930年に消滅。 |                               |
| 第九十三国立銀行   | 三春                     | 三春銀行           | 1942年に東邦銀行に買収。 | 東邦銀行                      |
| 第九十四国立銀行   | 龍野                     | 九十四銀行         | 1917年に三十八銀行に合併。 | 三井住友銀行                  |
| 第九十五国立銀行   | 東京                     | 九十五銀行         | 百三銀行、農商銀行、紀阪銀行、紀阪貯蓄銀行と改称を重ね、1925年に山口銀行に買収。 | 三菱UFJ銀行                   |
| 第九十六国立銀行   | 柳河                     | 柳河銀行           | 1941年に当行を含む18行と合併し筑邦銀行。 同行は1945年に合併により福岡銀行。 | 福岡銀行                      |
| 第九十七国立銀行   | 小城                     |                    | 1899年に満期解散。 |                               |
| 第九十八国立銀行   | 千葉                     | 第九十八銀行       | 1943年に千葉合同銀行、小見川農商銀行と合併し千葉銀行。 | 千葉銀行                      |
| 第九十九国立銀行   | 平戸                     | 九十九銀行         | 1930年に平戸商業銀行と合併し新たに九十九銀行を設立。 1941年に親和銀行に買収。 | 十八親和銀行                  |
| 第百国立銀行       | 東京                     | 第百銀行           | 1927年に川崎銀行に合併、同行は川崎第百銀行に改称。 1936年に第百銀行に再改称。 1943年に三菱銀行に合併。 | 三菱UFJ銀行                   |
| 第百一国立銀行     | 梁川                     | 第百一銀行         | 1931年に営業免許取消、破産宣告。 |                               |
| 第百二国立銀行     | 厳原 →長崎               | 百二銀行           | 1897年に任意解散。 |                               |
| 第百三国立銀行     | 岩国 →神戸               |                    | 1897年に日本商業銀行に買収。 1898年に営業満期解散。 日本商業銀行は1923年に保善銀行に合併、同行は安田銀行に改称。 | みずほ銀行                    |
| 第百四国立銀行     | 水戸                     | 水戸百四銀行       | 1914年に常磐銀行（旧・第六十二国立銀行）に合併。 | 常陽銀行                      |
| 第百五国立銀行     | 津                       | 百五銀行           | | 百五銀行                      |
| 第百六国立銀行     | 佐賀                     | 佐賀百六銀行       | 1941年に住友銀行に買収。 | 三井住友銀行                  |
| 第百七国立銀行     | 福島                     | 第百七銀行         | 1934年に任意解散。 |                               |
| 第百八国立銀行     | 須賀川                   |                    | 1883年に営業停止、閉鎖。 1887年に解散。 |                               |
| 第百九国立銀行     | 佐伯                     | 百九銀行           | 1941年に大分合同銀行に買収。 | 大分銀行                      |
| 第百十国立銀行     | 山口 →下ノ関             | 百十銀行           | 1944年に宇部銀行、大島銀行、華浦銀行、船越銀行と合併し山口銀行。 | 山口銀行                      |
| 第百十一国立銀行   | 京都                     |                    | 取り付け騒ぎにより臨時休業が必要であるとの具申が京都府知事からあったことから銀行を検査したところ、 多額の損失ならびに法令違反が発覚、存続が不可能と判断される。 1898年に命令により閉鎖。                                   |                               |
| 第百十二国立銀行   | 東京                     | 第百十二銀行       | 1900年に任意解散。 |                               |
| 第百十三国立銀行   | 函館                     | 百十三銀行         | 1928年に北海道銀行に合併。 同行は1944年に北海道拓殖銀行に合併。 | 北洋銀行                      |
| 第百十四国立銀行   | 高松                     | 高松百十四銀行     | 1924年に高松銀行と合併し新たに高松百十四銀行を設立。 1948年に百十四銀行に改称。 | 百十四銀行                    |
| 第百十五国立銀行   | 亀山 →大津               | 湖南銀行           | 1908年に百十五銀行に改称。 1923年に日高銀行に合併。 同行は1937年に業務廃止、本店支店の土地建物などを紀陽銀行と田辺銀行に譲渡。                                                                                             |                               |
| 第百十六国立銀行   | 新発田                   | 新発田銀行         | 1921年に第四銀行に合併。 | 第四北越銀行                  |
| 第百十七国立銀行   | 飯田                     | 百十七銀行         | 1940年に伊那銀行、信産銀行と合併し飯田銀行。 同行は1943年に八十二銀行に合併。 | 八十二銀行                    |
| 第百十八国立銀行   | 東京                     |                    | 1880年に第百三十六国立銀行に合併。 | みずほ銀行                    |
| 第百十九国立銀行   | 東京                     |                    | 1895年に設置された三菱合資会社銀行部に業務継承。 1898年に営業満期解散。 同部は1919年に独立し三菱銀行。 | 三菱UFJ銀行                   |
| 第百二十国立銀行   | 古河                     | 第百二十銀行       | 1930年に解散。 |                               |
| 第百二十一国立銀行 | 大阪                     | 百二十一銀行       | 1897年に三十四銀行に合併。 | 三菱UFJ銀行                   |
| 第百二十二国立銀行 | 桑名                     | 百二十二銀行       | 1905年に任意解散。 |                               |
| 第百二十三国立銀行 | 富山                     |                    | 1884年に第十二国立銀行に合併。 | 北陸銀行                      |
| 第百二十四国立銀行 | 見附                     |                    | 1882年に第三十五国立銀行に合併。 | 静岡銀行                      |
| 第百二十五国立銀行 | 米沢                     | 第百二十五銀行     | 1927年に第百七銀行に買収。 |                               |
| 第百二十六国立銀行 | 大阪                     |                    | 1882年に営業停止、閉鎖。1885年に解散。 |                               |
| 第百二十七国立銀行 | 丸亀 →高知               |                    | 1896年に第三十七国立銀行に合併。 | 四国銀行                      |
| 第百二十八国立銀行 | 八幡                     | 百二十八銀行       | 1936年に業務廃止、営業の一部を十六銀行に譲渡。 |                               |
| 第百二十九国立銀行 | 大垣                     |                    | 1896年に大垣共立銀行に業務継承。 1898年に営業満期解散。 | 大垣共立銀行                  |
| 第百三十国立銀行   | 大阪                     | 百三十銀行         | 1923年に当行を含む11行が保善銀行に合併、同行は安田銀行に改称。 | みずほ銀行                    |
| 第百三十一国立銀行 | 大庭 →加納               |                    | 1881年に第三十二国立銀行に合併。 | 三井住友銀行                  |
| 第百三十二国立銀行 | 保土ヶ谷 →東京           | 百三十二銀行       | 1908年に任意解散。 |                               |
| 第百三十三国立銀行 | 彦根                     | 百三十三銀行       | 1933年に八幡銀行と合併し滋賀銀行。 | 滋賀銀行                      |
| 第百三十四国立銀行 | 名古屋                   | 百三十四銀行       | 1902年に任意解散。 ただし第十一国立銀行と実質的に統合して愛知銀行を設立。 | 三菱UFJ銀行                   |
| 第百三十五国立銀行 | 宇土                     | 九州商業銀行       | 1918年に熊本銀行に改称。 1925年に飽田銀行、植木銀行と合併し肥後協同銀行。 | 肥後銀行                      |
| 第百三十六国立銀行 | 半田 →大阪               | 第百三十六銀行     | 1898年に百三十銀行に合併。 | みずほ銀行                    |
| 第百三十七国立銀行 | 篠山                     | 第百三十七銀行     | 1900年に共同貯蓄銀行を合併、百三十七銀行に改称。 1942年に神戸銀行、丹和銀行の2行に分割買収。 | 三井住友銀行 京都銀行         |
| 第百三十八国立銀行 | 二俣                     | 百三十八銀行       | 1921年に光明銀行と天竜川銀行を合併、二俣銀行に改称。 1939年に浜松銀行に買収。 同行は1943年に静岡銀行に買収。 | 静岡銀行                      |
| 第百三十九国立銀行 | 高田                     | 百三十九銀行       | 1943年に第四銀行に買収。 | 第四北越銀行                  |
| 第百四十国立銀行   | 山形                     |                    | 1881年に第六十七国立銀行に合併。 | 荘内銀行                      |
| 第百四十一国立銀行 | （伊予）西条             | 西条銀行           | 1928年に藝備銀行に合併。 | 広島銀行                      |
| 第百四十二国立銀行 | 銚子                     |                    | 1881年に第三十二国立銀行に合併。 | 三井住友銀行                  |
| 第百四十三国立銀行 | 八街                     |                    | 1880年に第三十国立銀行に合併。 | 三菱UFJ銀行                   |
| 第百四十四国立銀行 | 飫肥                     | 飫肥銀行           | 1907年に（旧）日州銀行、日向商業銀行と合併し日州銀行。 同行は1928年に合併により日向中央銀行。 日向中央銀行は1937年に任意解散。                                                                                             |                               |
| 第百四十五国立銀行 | 延岡                     | 延岡銀行           | 1933年に日向興業銀行に合併。 | 宮崎銀行                      |
| 第百四十六国立銀行 | 広島                     | 廣島銀行           | 1920年に角倉銀行、第六十六銀行、比婆銀行、広島商業銀行、双三貯蓄銀行、三次貯蓄銀行と合併し藝備銀行。 | 広島銀行                      |
| 第百四十七国立銀行 | 鹿児島                   | 第百四十七銀行     | 1928年に鹿児島商業銀行と合併し新たに第百四十七銀行を設立。 同行は1944年に合併により鹿児島興業銀行。 | 鹿児島銀行                    |
| 第百四十八国立銀行 | 大阪                     |                    | 1898年に山口銀行に業務継承、満期解散。 同行は1933年に鴻池銀行、三十四銀行と合併し三和銀行。 | 三菱UFJ銀行                   |
| 第百四十九国立銀行 | 函館                     |                    | 1885年に第百十九国立銀行に合併。 | 三菱UFJ銀行                   |
| 第百五十国立銀行   | 八戸 →輪島 →東京         | 第百五十銀行       | 1902年に東北銀行に改称。1904年に破産。 |                               |
| 第百五十一国立銀行 | 熊本                     | 百五十一銀行       | 1902年に任意解散。 |                               |
| 第百五十二国立銀行 | 沖縄 →鹿児島 →東京 →大阪 | 第百五十二銀行     | 1901年に解散。 |                               |
| 第百五十三国立銀行 | 京都                     |                    | 1886年に第百十一国立銀行に合併。 |                               |

銀行名についての注釈
1. 1 2  三十三銀行の前身の第三銀行とは別の銀行
2. 1 2  関西みらい銀行の前身で1989年から1998年まで存在したなにわ銀行とは別の銀行
3. 1 2  現在の肥後銀行とは別の銀行
4. 1 2  現在の高知銀行とは別の銀行
5. 1 2  現在のあいち銀行（2024年12月31日までは愛知銀行）とは別の銀行
6. 1 2  現在の富山銀行とは別の銀行
7. 1 2 3 4  現在の山口銀行とは別の銀行
8. 1 2  現在の筑邦銀行とは別の銀行
9. ↑  2021年5月に成立した三十三銀行とは別の銀行
10. ↑  現在の静岡銀行とは別の銀行
11. ↑  現在の群馬銀行とは別の銀行
12. 1 2  三菱UFJ銀行の前身の東海銀行とは別の銀行
13. ↑  現在の但馬銀行とは別の銀行
14. 1 2  現在の広島銀行とは別の銀行
15. ↑  現在の佐賀銀行とは別の銀行
16. ↑  現在の八十二銀行とは別の銀行
17. 1 2  現在の岩手銀行とは別の銀行
18. ↑  現在の北海道銀行とは別の銀行
19. ↑  現在の熊本銀行とは別の銀行
20. ↑  現在の東北銀行とは別の銀行